# 香港食品批發
香港食品批發主要是交由香港政府漁農自然護理署及旗下的法定機構魚類統營處所設立的批發市場進行。

## 政府鮮活食品批發市場
香港的鮮活食品及副食品，例如水果、蔬菜、家禽、蛋品等，絕大部份都經過政府鮮活食品批發市場批銷。這些市場均由漁農自然護理署管理。
- 西區副食品批發市場
- 長沙灣副食品批發市場
- 長沙灣臨時家禽批發市場
- 北區臨時農產品批發市場

## 魚類批發市場
香港的海魚均由漁農自然護理署旗下的法定機構魚類統營處管理的魚類批發市場批銷。
- 香港仔魚類批發市場
- 筲箕灣魚類批發市場
- 大埔魚類批發市場
- 觀塘魚類批發市場
- 長沙灣魚類批發市場
- 青山魚類批發市場
- 西貢魚類批發市場

## 蔬菜批發市場
香港的本地蔬菜均由漁農自然護理署旗下的法定機構蔬菜統營處管理的蔬菜批發市場批銷。
- 長沙灣蔬菜批發市場

## 其他批發市場
當局原計劃油麻地果欄會被長沙灣副食品批發市場取代，但香港不少的水果批發仍然在果欄進行。